# Ren Ikeda
Ren Ikeda (池田 廉 Ikeda Ren?), född 10 november 1997 i Chiba prefektur, är en japansk fotbollsspelare.
Ikeda började sin karriär 2020 i FC Ryukyu.